# 178

178(백칠십팔)은 177보다 크고 179보다 작은 자연수다.

## 수학
- 합성수로, 그 약수는 1, 2, 89, 178이다. 진약수의 합은 92이므로, 178은 부족수다.
  - 58번째 반소수다. 앞의 반소수는 177, 다음 반소수는 183이다.
- {\displaystyle 178=22+35+51+70}
  - 연속하는 네 오각수의 합으로 나타낼 수 있는 수다. 이 성질을 지닌 앞의 수는 120, 다음 수는 248이다.
- {\displaystyle 178=3^{2}+13^{2}}
  - 서로 다른 두 소수(素數)의 제곱합으로 나타낼 수 있는 5번째 반소수다. 이 성질을 지닌 앞의 수는 146, 다음 수는 194다. (OEIS의 수열 A103558)
- {\displaystyle 55^{4}-1}은 178로 나누어떨어진다.

## 과학
- NGC 178: 고래자리 방향에 있는 마젤란 나선은하(영어판).

## 교통
- 국도 제178호선
  - 일본 178번 국도: 교토부 마이즈루시에서 돗토리현 이와미군 이와미정까지 이어지는 일본의 국도.
  - 미국 178번 국도(영어판): 노스캐롤라이나주 로스먼(영어판)에서 사우스캐롤라이나주 릿지빌(영어판)까지 이어지는 미국의 국도.
- 기타 도로
  - 현도 제178호선

## 군사
- U-178(영어판): 제2차 세계 대전에 사용된 나치 독일의 군용 잠수함.

## 문화유산
- 대한민국의 국보 제178호: 분청사기 음각어문 편병
- 대한민국의 보물 제178호: 강화 전등사 대웅전

## 방송
- B tv의 KBS 키즈 채널 번호.
- U+ TV의 9colors 채널 번호.
- LG헬로비전의 볼링플러스 채널 번호.

## 기타
- 연도: 178년, 기원전 178년